# Kikuyu (språk)

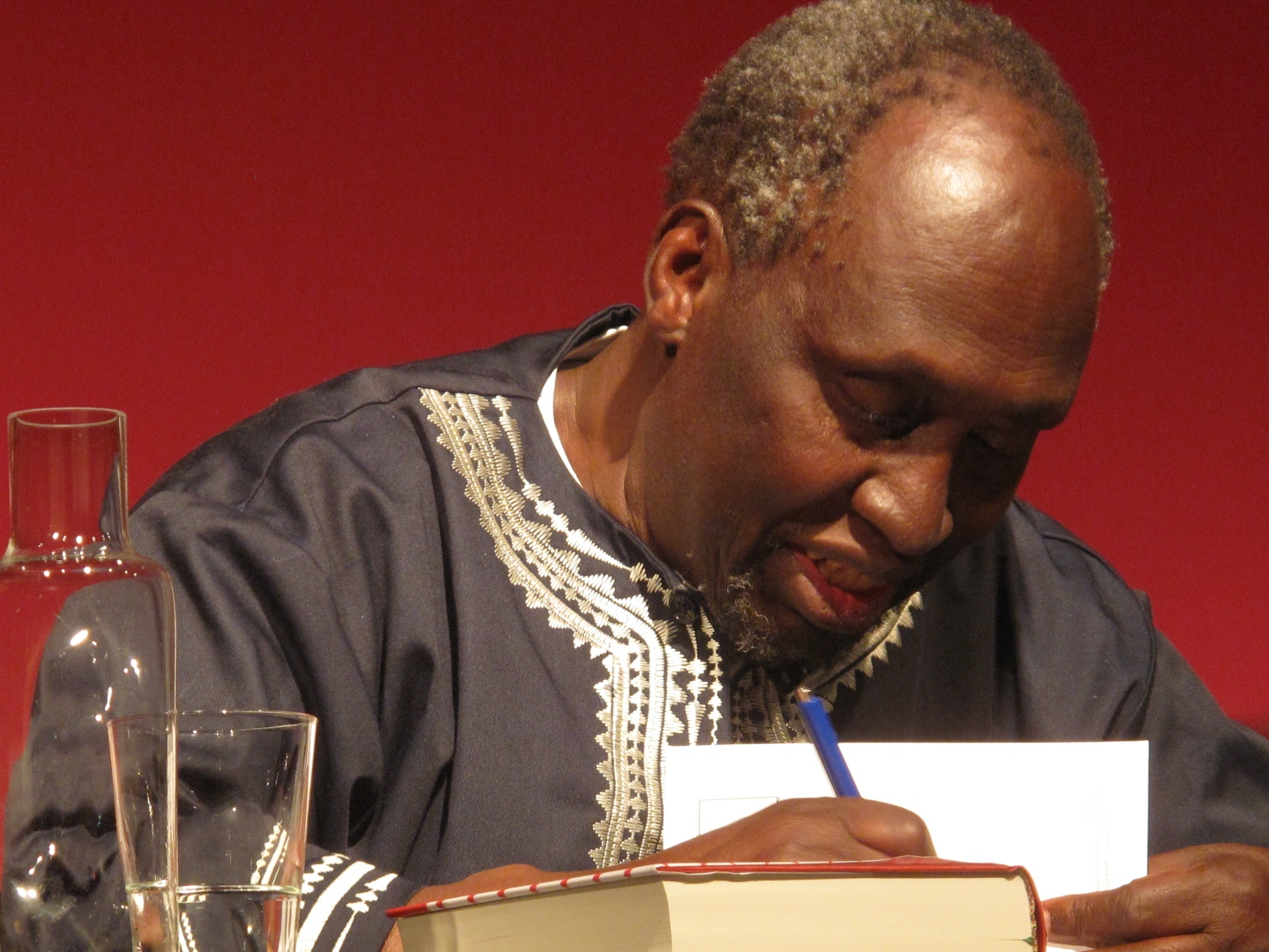
Ngũgĩ wa Thiong'o är den internationellt mest kända av de författare som skriver på kikuyu.

Kikuyu eller gikuyu (av gĩkũyũ, [ɣēkōjó]), är ett bantuspråk som talas framför allt av kikuyufolk i centrala Kenya. Kikuyu är det språk som har flest modersmålstalare (drygt sju miljoner) i Kenya. Det är nära besläktat med embu, meru och kamba, alla i bantuspråkens grupp E20.
Kikuyu skrivs med ett modifierat latinskt alfabet, med bokstäverna a·b·c·d·e·g·h·i·ĩ·j·k·m·n·o·r·t·u·ũ·w·y. Bokstaven v används dialektalt.
Språket saknar officiell ställning i Kenya, där de flesta talare bor.
Bland kända författare som skriver på kikuyu märks Ngũgĩ wa Thiong'o, Mwangi wa Mutahi och Gatua wa Mbugwa.